# Fototransistor
Un fototransistor è un transistor a giunzione bipolare che viene inscatolato in un contenitore trasparente in modo che la luce possa raggiungere la giunzione tra la base ed il collettore.

## Caratteristiche
Il fototransistor ha prestazioni simili a quelle del fotodiodo, ma con una sensibilità alla luce molto maggiore, grazie al fatto che gli elettroni che sono generati dai fotoni nella giunzione tra la base ed il collettore vengono iniettati nella base e la corrente così prodotta viene successivamente amplificata dal transistor. Per contro un fototransistor ha una risposta nel tempo molto meno rapida del fotodiodo.

## Applicazioni
Le applicazioni dei fototransistor sono notevoli soprattutto laddove si vuole separare la circuiteria di controllo da quella di potenza. Un classico esempio è il controllo dei motori: In genere si usano relè a stato solido, i quali impiegano il fototransistor come optoisolatore. Un utilizzo a livello di bricolage amatoriale, collegato all'ingresso di un oscilloscopio, permette di visualizzare sullo schermo il segnale dei telecomandi a raggi infrarossi.